# Soupert & Notting

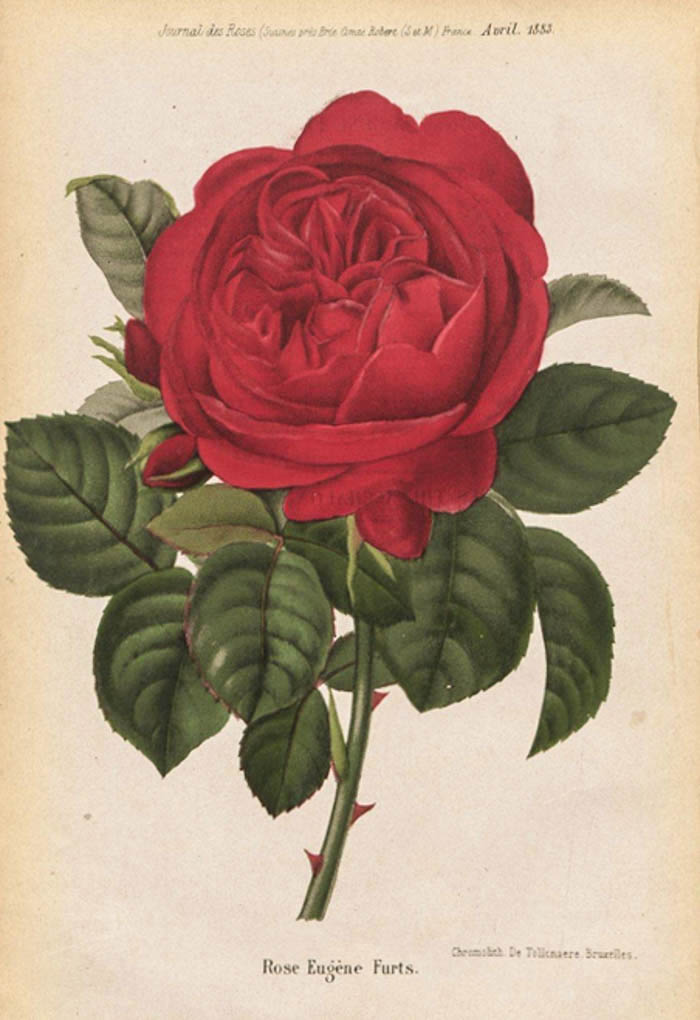
Rose 'Eugène Fürst' (1875) in Journal des roses, obtenue par Soupert & Notting.

Soupert & Notting est une entreprise luxembourgeoise spécialisée dans le négoce et l'obtention de roses qui fut active du milieu du XIXe siècle jusqu'à la Seconde Guerre mondiale.

## Histoire
Le Rhénan Pierre Notting (né Petrus Notting à Bollendorf le 11 février 1825 et mort à Limpertsberg le 2 novembre 1895) commence sa carrière en 1845 chez Augustin Wilhelm à Luxembourg-Ville, puis s'associe avec son ami Jean Soupert (né le 20 février 1834 à Dommeldange et mort le 17 juillet 1910 à Limpertsberg) pour fonder la pépinière Soupert & Notting en 1855 à Limpertsberg. Elle se spécialise rapidement dans l'obtention de roses, face à un marché en pleine croissance avec le développement des lignes de chemin de fer. En 1857, Jean Soupert épouse la sœur de Pierre Notting, Anne-Marie. À partir de 1861, la société remporte de nombreux prix à l'étranger, en France, en Belgique, en Allemagne, aux Pays-Bas, au Royaume-Uni et aux États-Unis (où elle participe à l'exposition universelle de Philadelphie en 1876). En 1867, Pierre Notting obtient sa naturalisation luxembourgeoise. Evrard Ketten a été apprenti de chez Soupert & Notting.
En 1874, Pernet père, de Lyon, leur dédie un rosier mousseux baptisé 'Soupert & Notting'.
Pierre Noting meurt au Luxembourg en 1895. Sa mort est commémorée par une rose thé de couleur abricot, nommée 'Souvenir de Pierre Notting', qui obtient une grande médaille d'or en 1899 à Ixelles, suivie par des premiers prix en 1903 à Maastricht et à Douai.
Jean Soupert était chevalier de l'ordre de la Couronne de chêne, chevalier de l'ordre de Léopold et chevalier de la légion d'honneur. Un timbre à son effigie est publié par la poste luxembourgeoise en 2010.

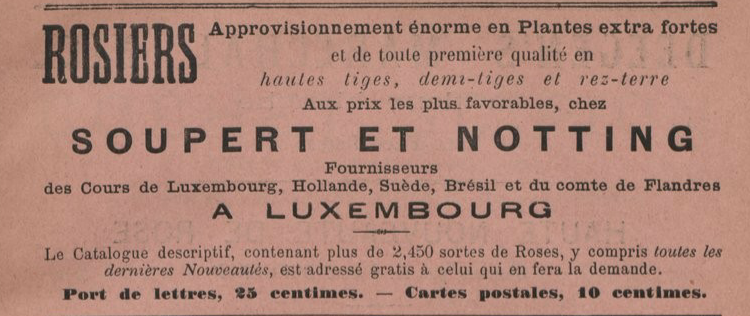
Publicité pour Soupert & Notting.

## Legs
Après la mort de Jean Soupert en 1910, ses trois fils, Jean-Pierre, Pierre-Alphonse (dont l'épouse se voit dédier une rose, 'Madame Mélanie Soupert', par Pernet-Ducher en 1905 et lui-même un hybride remontant 'Alphonse Soupert' en 1884 par Lacharme) et Jean-Constant Soupert, dirigent l'entreprise,.

## Quelques obtentions
'La Noblesse' (1856), 'Tour de Malakoff' (1857), 'Eugène Fürst (1875), 'Robusta' (1877), 'Madame Loeben-Sels' (1879), 'Duc de Constantine', 'Archiduchesse Maria Immaculata' (1887), 'Prince Charles d'Arenberg' (1888), 'Clothilde Soupert' (1888), 'Léon XIII' (1890), 'Grand-Duc Alphonse de Luxembourg' (1891), 'Petite Léonie' (1892), 'Souvenir de Pierre Notting' (1903), 'Madame Petit', 'Eugénie Lamesch', 'Madame Jean-Pierre Soupert' (1900), 'Madame Jules Gravereaux' (1900), 'Anne-Marie Soupert (1903), 'Reine Marguerite d'Italie' (1904), 'Madame Constant Soupert' (1905), 'Madame Segond-Weber' (1907), 'Bordeaux' (1908), 'Bagatelle' (1909), 'Alphonse Soupert' (1909), 'Jeanny Soupert' (1912), 'Laure Soupert' (1927), 'Madame Gustave Soupert' (1928), etc.

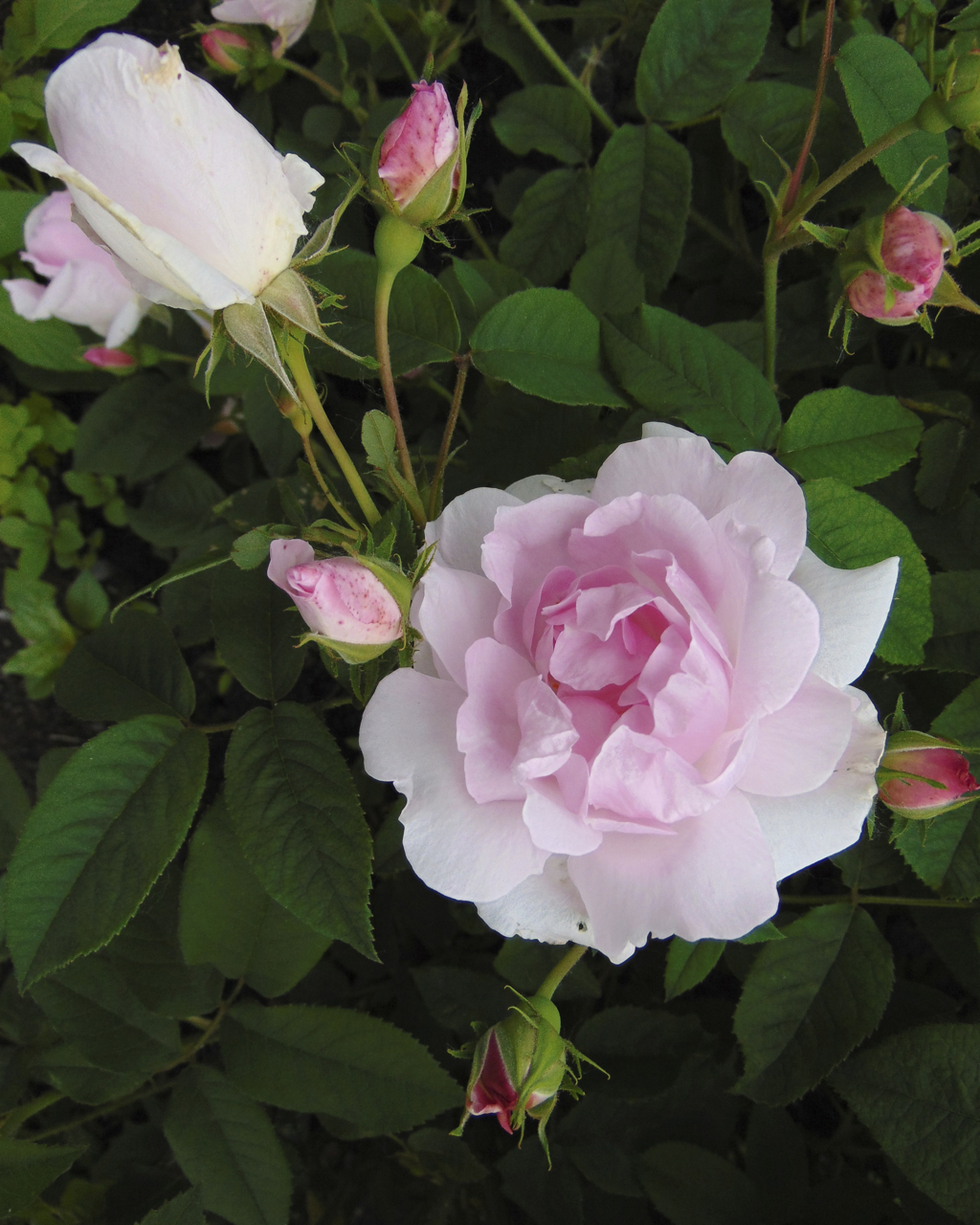
'La Noblesse' (1856) au jardin botanique de Montréal
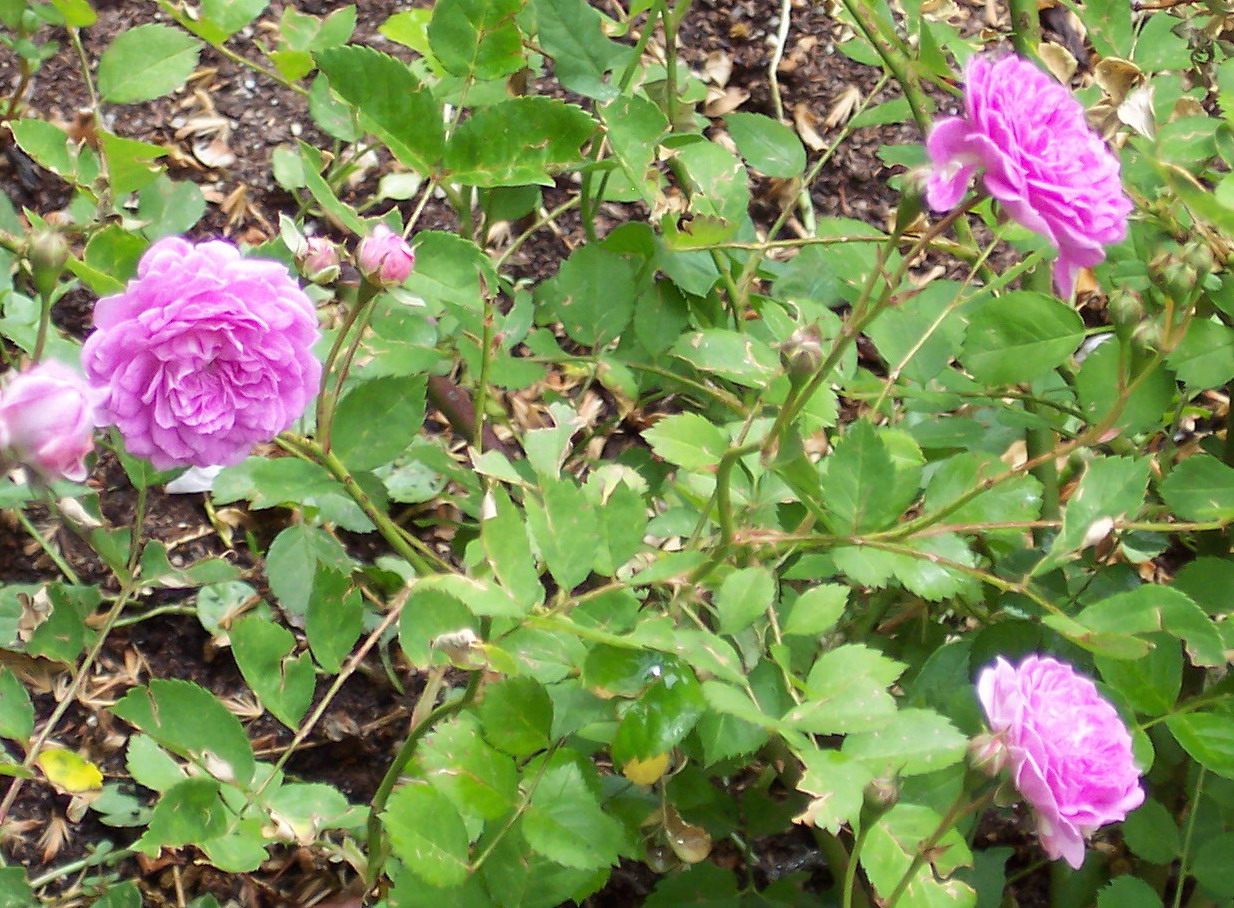
'Petite Léonie' (1892) au jardin botanique de Madrid
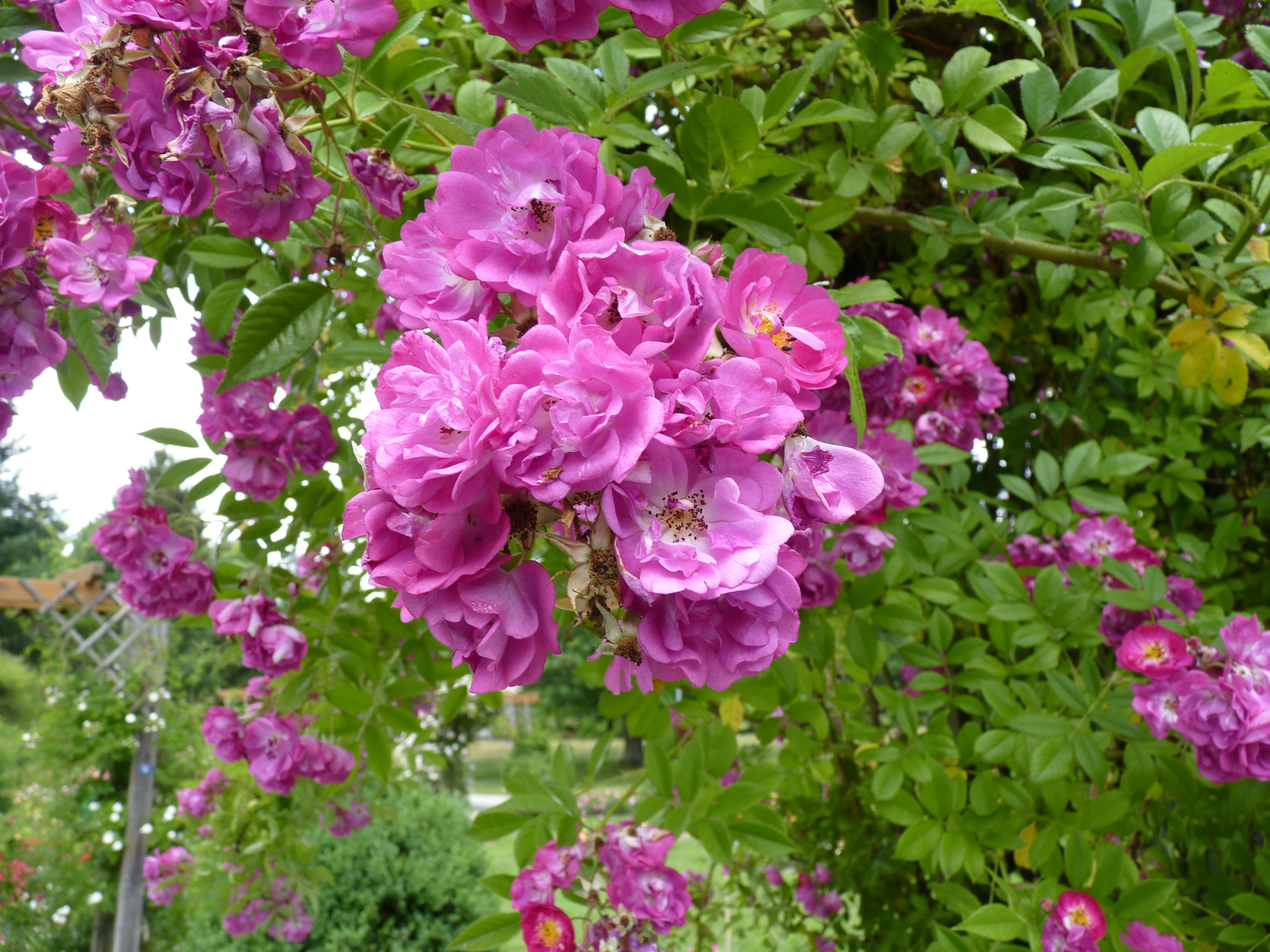
'Bordeaux' (1908) à la roseraie de Bad Wörishofen
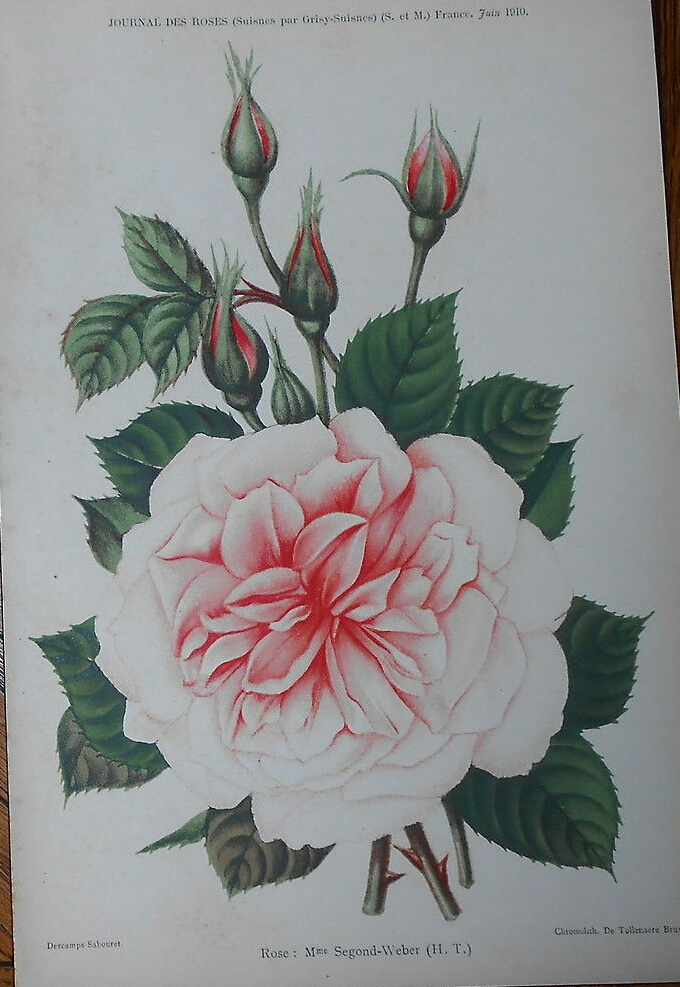
'Madame Segond-Weber' (1907), in Journal des roses 1910